# Puya pumila
Puya pumila är en gräsväxtart som beskrevs av Pierfelice Ravenna. Puya pumila ingår i släktet Puya och familjen Bromeliaceae. Inga underarter finns listade i Catalogue of Life.